# Лекуїо-Беррія
Лекуїо-Беррія (італ. Lequio Berria, п'єм. Lech) — муніципалітет в Італії, у регіоні П'ємонт,  провінція Кунео.
Лекуїо-Беррія розташоване на відстані близько 470 км на північний захід від Рима, 65 км на південний схід від Турина, 50 км на північний схід від Кунео.
Населення — 497 осіб (2014).

## Демографія
Населення за роками:

Станом на 1 січня 2023 року в муніципалітеті офіційно проживало 27 іноземців з 8 країн, серед них 9 громадян країн Євросоюзу та 2 громадяни України.

## Сусідні муніципалітети
- Альбаретто-делла-Торре
- Аргуелло
- Беневелло
- Боргомале
- Бозія
- Краванцана
- Роделло